# Малдиви (ријалити-шоу)
Малдиви српски је ријалити-шоу који се приказивао од 9. јула 2011. до 16. октобра 2016. године на телевизији Хепи. Циљ учесника овог ријалитија је да, за неколико месеци, покушају да превазиђу сва избацивања како би дошли до финалне епизоде ријалитија, у којој ће покушати освојити прво место и новчану награду.
Наследник Малдива је ријалити-шоу Летњи камп.

## Прва сезона
Прва сезона је почела у јулу 2011. године. Водитељи су били Тијана Дапчевић и Бода Нинковић. У првој сезони су учествовали анонимни људи и ријалити је био више заснован на такмичарском принципу. Прво место је освојио Милош Војновић из Београда.

## Друга сезона
Друга сезона је почела 29. јуна 2015. године. У другој сезони су заједно учествовали познате личности и анонимни људи. На самом уласку ушло је доста учесника из треће сезоне ријалитија Парови. Ипак већина њих је испало првих дана, а неки као Гастоз, Јелена Голубовић и Тома Пантерс су изашли у договору са продукцијом. Кроз ову сезону Малдива учествовало је чак 56 такмичара. Прво место је освојио Илија Граховац - Змај од Шипова, а друго Вук Ђуричић.

### Неки од учесника
- Ненад Маринковић „Гастоз“
- Јелена Голубовић
- Иван Гавриловић
- Мики Ђуричић
- Ружица Вељковић
- Тијана Ајфон
- Игор „Икс“ Костић
- Тома Пантерс
- Јована Томић „Матора“
- Никола Матовић „Николас“
- Мими Оро
- Змај од Шипова
- Вук Ђуричић
- Бранислав Радонић „Брендон“
- Живан Јанићијевић „Бурек“
- Рајко Цаушевић
- Миљана Кулић
- Јован Ивановић „Јовица Добрица“
- Ејми Амината
- Лука Спасовски
- Јелена Миловановић „Кобра“
- Дуле Рајковић
- Душан Каличанин
- Али Шехић „Али Кинг“
- Иван „Једини“ Грујић
- Бојан Раонић

## Трећа сезона
Трећа сезона је почела 23. јуна 2016. године. Ова сезона је започета са другачијим концептом од претходне две, овога пута као музички камп. Наиме у ријалити је првог дана ушло 24-оро музичких талената, певача аматера, који ће се такмичити у циљу да остваре пласман у музички шоу програм Хепи звезде. Након 20-ак дана од почетка ушло је неколико учесника из четврте сезоне ријалитија Парови, а неки од бивших учесника Парова постали су водитељи ове сезоне.
Финале треће сезоне је одржано 16. октобра 2016. године. Највише бодова стручног жирија и титулу најбољег певача освојио је Петар Холовчук, а највише гласова публике и титулу највећег ријалити играча Милица Лукић. Сви финалисти су обезбедили учешће у шоу програму Хепи звезде.